# Piper pseudoaequale
Piper pseudoaequale är en pepparväxtart som beskrevs av J.A. Steyermark. Piper pseudoaequale ingår i släktet Piper och familjen pepparväxter. Inga underarter finns listade i Catalogue of Life.